# Vladimir Voronin

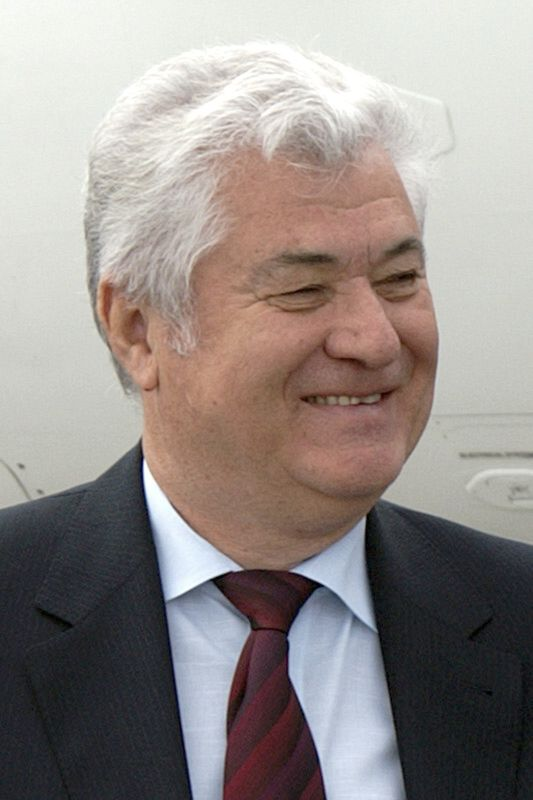
Vladimir Voronin (2006)

Vladimir Voronin (geb.  Vladimir Bujeniță; * 25. Mai 1941 in Corjova, heute Transnistrien, russisch Владимир Николаевич Воронин/Wladimir Nikolajewitsch Woronin) ist ein moldauischer Politiker der Partei der Kommunisten der Republik Moldau. Er war von 2001 bis 2009 Staatspräsident der Republik Moldau.

## Biografie
Voronin stammt aus einer ethnisch rumänischen (moldauischen) Familie. Seinen russischen Familiennamen erhielt er von seinem Stiefvater, der Russe war.
Nach seiner Ausbildung zum Nahrungsmittelingenieur (ab 1971) studierte er ab 1983 an der Akademie für Gesellschaftswissenschaften beim ZK der KPdSU, anschließend an der Akademie des Außenministeriums der Sowjetunion. Er schaffte es außerdem bis zum Generalmajor der Armee. Von 1980 bis 1990 war er Abgeordneter der Moldauischen Sowjetrepublik.
Am 27. August 1991 erklärte die Republik Moldau offiziell ihre Unabhängigkeit von der Sowjetunion und konstituierte sich als eigenständiger Staat. Voronin wurde Vorsitzender der Partei der Kommunisten der Republik Moldau (PCRM).
Am 4. April 2001 wurde Voronin mit 71 von insgesamt 101 Stimmen als Nachfolger von Petru Lucinschi zum dritten Präsidenten der Republik Moldau gewählt. In seinem Wahlkampf sprach er sich für eine engere Zusammenarbeit mit Russland und die Anerkennung des Russischen als zweite Amtssprache aus. Aus diesem Grunde veranlasste Voronin die Reduzierung der moldauischen Armee um 2000 auf 6500 Soldaten. Er zog sogar eine Auflösung der moldauischen Streitkräfte in Betracht. Er stellte sich gegen die fortschreitende Privatisierung und die zunehmende Korruption im Land. Auch versprach er eine baldige Beendigung des Transnistrien-Konflikts und stellte in diesem Zusammenhang vage die Möglichkeit eines Anschlusses Moldaus an die Russisch-Weißrussische Union in Aussicht.
Die Parlamentswahlen vom 6. März 2005 brachten der PCRM erneut die Mehrheit der Sitze. Da der Staatspräsident laut moldauischer Verfassung aber mindestens 61 der 101 Stimmen auf sich vereinigen muss, war Voronin für die Wiederwahl auf Stimmen der Opposition angewiesen. Versprechungen und Angebote an die Opposition weichten deren ursprünglich einhellige Boykottankündigung auf. Am 4. April 2005 wurde Voronin mit 75 Stimmen für eine zweite Amtszeit bestätigt. Auf einer Sondersitzung nahmen aber nur 89 von 100 Abgeordneten an der Abstimmung teil, 11 Parlamentsmitglieder der Christlich-Demokratischen Volkspartei (PPCD) wollten keinem der drei Kandidaten ihre Stimme geben.
Nach den Wahlen vom 5. April 2009 wurde Voronin mit den Stimmen der kommunistischen Abgeordneten zum neuen Parlamentspräsidenten gewählt. Zuvor war bereits spekuliert worden, dass der Staatspräsident, der gemäß der Verfassung nicht noch einmal zur Wahl antreten konnte, möglicherweise in dieses Amt wechseln würde. Die Wahl eines neuen Staatsoberhauptes scheiterte jedoch, da die von den Kommunisten als Nachfolgerin Voronins vorgesehene Zinaida Greceanîi die nötige Drei-Fünftel-Mehrheit im Parlament verfehlte. Gemäß der moldauischen Verfassung war Voronin somit gezwungen, das Parlament aufzulösen und Neuwahlen im Juli anzusetzen. Nach diesen Wahlen wurde Mihai Ghimpu, der Vorsitzende der Partidul Liberal in einer umstrittenen Parlamentssitzung zum Nachfolger Voronins als Parlamentspräsident gewählt.
Am 11. September 2009 trat Voronin, wie zuvor angekündigt, vom Amt des Staatspräsidenten zurück. Seine kommunistische Partei hatte zuvor bei den vorgezogenen Parlamentswahlen nicht mehr die absolute Mehrheit der Sitze im Parlament verteidigen können. Das Amt des Staatsoberhauptes ging damit an den neu gewählten Parlamentspräsidenten Mihai Ghimpu, der die Amtsgeschäfte bis zur Wahl eines neuen Staatspräsidenten wahrnimmt. Allerdings ist er noch oft in der Öffentlichkeit präsent.